# Liste bekannter Neogräzisten
Diese Liste bekannter Neogräzisten erfasst bekannte Vertreter der Neogräzistik, die für dieses Fach habilitiert wurden, als Autoren wissenschaftlich relevant sind oder sonst bedeutende wissenschaftliche Beiträge zur Neogräzistik geleistet haben.
Neogräzisten beschäftigen sich ihrer jeweiligen Ausrichtung entsprechend mit der neugriechischen Sprache, Literatur und Kultur sowie der Geschichte und Landeskunde Griechenlands unter Berücksichtigung von Religion und Politik. Enge Beziehungen bestehen zur Byzantinistik, deren Vertreter vielfach zugleich Neogräzisten sind, und zur Gräzistik als Teil der Klassischen Philologie, insofern die antike griechische Sprache, Literatur und Kultur für die Erforschung der neugriechischen Sprache, Literatur und Kultur und für die Identitätsbildung des modernen Griechenlands relevant wird. Weiterhin sind Sprach- und Literaturwissenschaftler, Klassische Archäologen, Geographen, Historiker mit dem Schwerpunkt Ost- und Südosteuropäische Geschichte, Politikwissenschaftler, Ethnologen, Ethnomusikologen, Theaterwissenschaftler und orthodoxe Theologen in der Liste vertreten ebenso wie eine Reihe historischer Persönlichkeiten.

## Liste

### A
| Wissenschaftler                                               | Nationalität | Wirkungsort                                                                                          | Weitere Qualifikationen              | Forschungsschwerpunkte | Bild |
| ------------------------------------------------------------- | ------------ | --- | ------------------------------------ | --- | ---- |
| Willem J. Aerts (1926–2017)                                   | Niederländer | Universität Groningen                                                                                | Byzantinistik Klassische Philologie  | Sprachgeschichte |      |
| Artemis Alexiadou (* 1969) Άρτεμις Αλεξιάδου                  | Griechin     | Humboldt-Universität zu Berlin Universität Stuttgart University of Pennsylvania Princeton University | Allgemeine Sprachwissenschaft        | Syntax, syntaktische Struktur von Nominalphrasen |      |
| Margaret Alexiou (* 1939) Μάργαρετ Αλεξίου                    | Britin       | University of Birmingham Universität Harvard                                                         | Komparatistik Byzantinistik          | Klageritual, Volksmärchen, Volkslied, Apokopos |      |
| Stylianos Alexiou (1921–2013) Στυλιανός Αλεξίου               | Grieche      | Universität Kreta                                                                                    | Klassische Archäologie Byzantinistik | Literatur der kretischen Renaissance: Apokopos, Erotokritos von Vitsentzos Kornaros, Βοσκοπούλα; Digenis Akritas; Dionysios Solomos |      |
| Giorgos G. Alisandratos (1915–2004) Γιώργος Γ. Αλισανδράτος   | Grieche      | |                                      | Neugriechische Literatur (Solomos, Avlichos, Vergotis, Valaoritis, Palamas, Mavilis, Kalvos, Sikelianos, Kavafis, Gryparis, Varnalis, Sykutris); Neugriechische Sprache (Demotizismus von Triantaphyllidis, Psycharis); Geschichte der Heptanesos (Nikodemos Metaxas, Nikolaos Konemenos, heptanesischer Radikalismus, Kosmas von Ätolien, politische Satiren auf Kephallonia zur Zeit der Anglokratie). |      |
| Diamanti Anagnostopoulou (* 1958) Διαμάντη Αναγνωστοπούλου    | Griechin     | Universität der Ägäis                                                                                |                                      | Literaturwissenschaft, Literatur zwischen den Weltkriegen, das Bild der Frau, Hyperrealismus, Andreas Empirikos |      |
| Athanasios Anastasiadis (* 1971) Αθανάσιος Αναστασιάδης       | Grieche      | Universität Hamburg                                                                                  | Byzantinistik Germanistik            | Konstantinos Chatzopoulos, Griechischer Bürgerkrieg in der Literatur |      |
| Meropi Anastasiadou (* 1964) Μερόπη Αναστασιάδου              | Griechin     | Universität Genf INALCO, Paris                                                                       | Geschichtswissenschaft               | Thessaloniki im 19. und 20. Jahrhundert, kulturelles Erbe und kollektive Identität in Griechenland und der Türkei |      |
| Nikolaos P. Andriotis (1906–1976) Νικόλαος Π. Ανδριώτης       | Grieche      | Universität Thessaloniki                                                                             | Sprachwissenschaft                   | Lexikographie, Sprachgeschichte, Dialektologie, Etymologie, Griechische Sprachfrage, Makedonische Sprache |      |
| Dimitris Angelatos (* 1958) Δημήτρης Αγγελάτος                | Grieche      | Universität Athen                                                                                    |                                      | Neugriechische Literatur |      |
| Sophia Antoniadis (1895–1972) Σοφία Αντωνιάδη                 | Griechin     | Universität Leiden                                                                                   |                                      | Neues Testament, Liturgie |      |
| Giannis Apostolakis (1886–1947) Γιάννης Αποστολάκης           | Grieche      | Universität Thessaloniki                                                                             |                                      | Volkslied, Aristotelis Valaoritis, Kostas Krystallis |      |
| Philip Pandely Argenti (1891–1974) Φίλιππος Παντελής Αργέντης | Grieche      | wechselnd (diplomatischer Dienst)                                                                    | Rechtswissenschaft                   | Geschichte der Insel Chios |      |
| Asterios Argyriou (* 1935) Αστέριος Αργυρίου                  | Grieche      | Universität Straßburg                                                                                | Orthodoxe Theologie                  | Orthodoxes Christentum, Geschichte, Editionsphilologie |      |
| Maria Athanasopoulou (* 20. Jahrhundert) Μαρία Αθανασοπούλου  | Griechin     | Aristoteles-Universität Thessaloniki                                                                 | Komparatistik                        | griechische Prosa und Dichtung des 19. und 20. Jahrhunderts, Literatur und nationaler Identität, Theorie literarischer Formen, Sonett |      |

### B
| Wissenschaftler                                                          | Nationalität  | Wirkungsort                                               | Weitere Qualifikationen                              | Forschungsschwerpunkte                                                                                          | Bild |
| ------------------------------------------------------------------------ | ------------- | --------------------------------------------------------- | ---------------------------------------------------- | --- | ---- |
| Georgios Babiniotis (* 1939) Γεώργιος Μπαμπινιώτης                       | Grieche       | Universität Athen                                         | Allgemeine Sprachwissenschaft                        | Sprachwissenschaft, Lexikographie                                                                               |      |
| Willem F. Bakker (* 1934)                                                | Niederländer  | Universität von Amsterdam                                 | Klassische Philologie                                | Editionsphilologie, Kretische Renaissance                                                                       |      |
| Rosemary E. Bancroft-Marcus (* 20. Jahrhundert)                          | Britin        | Oxford, Brüssel                                           | Klassische Philologie                                | Georgios Chortatsis, Literatur der kretischen Renaissance                                                       |      |
| Eleni Bastea ( –2020) Ελένη Μπαστέα                                      | Griechin      | University of New Mexico                                  | Architekturgeschichte Architektur Kunstgeschichte    | Athen, Neoklassizismus, Nationalbewusstsein und Stadtplanung                                                    |      |
| Samuel Baud-Bovy (1906–1986)                                             | Schweizer     | Universität Genf                                          | Musik Ethnomusikologie                               | Kirchen- und Volksmusik                                                                                         |      |
| Roderick Beaton (* 1951) Ρόντερικ Μπήτον                                 | Brite         | King’s College London                                     | Anglistik                                            | Volksdichtung, Roman, moderne Literatur und Dichtung                                                            |      |
| Pierre-Marie-Mondry Beaudouin (1852–1928)                                | Franzose      | Universität Bordeaux                                      |                                                      | Adamantios Korais, neugriechische Sprache, zypriotischer Dialekt                                                |      |
| Peter Bien (* 1930)                                                      | US-Amerikaner | Dartmouth College                                         | Anglistik Komparatistik                              | Moderne Literatur                                                                                               |      |
| Gerard H. Blanken (1902–1986)                                            | Niederländer  | Universität Utrecht Universität von Amsterdam             | Klassische Philologie Byzantinistik                  | Neugriechische Sprache und Literatur, Dialekt von Cargèse, Korsika, Kavafis                                     |      |
| Gunnar de Boel (* 1955)                                                  | Belgier       | Universität Gent                                          | Klassische Philologie Byzantinistik                  | Sprachwissenschaft, Geschichte der griechischen Sprache, Kazantzakis, Karagatsis, Kachtitsis, Psycharis         |      |
| Fred Boissonnas (1858–1946)                                              | Schweizer     | Genf                                                      | (ausschließlich:) Photographie Landeskunde           | Photographie Griechenlands, La Grèce par monts et par vaux, Erstbesteigung des Olymps 1913 mit Daniel Baud-Bovy |      |
| Michael George Bojadschi (18.–19. Jahrhundert) Μιχαήλ Γεωργίου Μποϊατζής | Grieche       | Wien                                                      | Philologie                                           | Grammatik des Aromunischen und des Neugriechischen                                                              |      |
| Maria Boletsi (1979) Μαρία Μπολέτση                                      | Griechin      | Universiteit van Amsterdam                                | Filmwissenschaft Vergleichende Literaturwissenschaft | Konstantinos Kavafis                                                                                            |      |
| Ekkehard W. Bornträger (* 1958)                                          | Schweizer     | Universität Bern Universität Fribourg                     | Neuere und Osteuropäische Geschichte                 | Phraseologie, Lexikostatistik, Griechenland und der Balkan, Nationalitäten- und Sprachpolitik                   |      |
| Pietro Bortone (* 1966)                                                  | Italiener     | University of Illinois Universität Oxford                 | Klassische Philologie Byzantinistik                  | Sprachwissenschaft, Kasus und Adpositionen, das Pontische Griechisch                                            |      |
| Jacques Bouchard (* 1940)                                                | Kanadier      | Université McGill Université de Montréal Université Laval | Klassische Philologie Literarische Übersetzung       | Griechische Aufklärung, Surrealismus, Georgios Tertsetis                                                        |      |
| Bertrand Bouvier (1929–2025) Μπερτράν Μπουβιέ                            | Schweizer     | Universität Genf                                          | Klassische Philologie                                | Mirologion, Volkslied, Andreas Kalvos, zypriotische Dichtung, Iakovos Rhizos Nerulos                            |      |
| Robert Browning (1914–1997)                                              | Brite         | Birkbeck College, London                                  | Klassische Philologie Alte Geschichte Byzantinistik  | Griechische Handschriften aus Zypern bis 1570                                                                   |      |
| Charles Marie Wladimir Brunet de Presle (1809–1875)                      | Franzose      | École spéciale des Langues orientales                     | Klassische Philologie                                | Griechen auf Sizilien                                                                                           |      |

### C
| Wissenschaftler                                                  | Nationalität | Wirkungsort                                                             | Weitere Qualifikationen                                            | Forschungsschwerpunkte | Bild |
| ---------------------------------------------------------------- | ------------ | ----------------------------------------------------------------------- | ------------------------------------------------------------------ | --- | ---- |
| Vangelis Calotychos (* 20. Jahrhundert) Βαγγέλης Καλότυχος       | Grieche      | Columbia University New York University                                 | Vergleichende Literaturwissenschaft                                | Roman, Zypern, Roman und Film des Balkan, Literaturtheorie |      |
| Chrys C. Caragounis (* 1940) Χρήστος Γ. Καραγκούνης              | Grieche      | Universität Lund                                                        | Orthodoxe Theologie                                                | Griechische Sprache und die Exegese des Neuen Testaments |      |
| Caterina Carpinato (* 1963)                                      | Italienerin  | Università Ca’ Foscari, Venedig                                         | Byzantinische Philologie                                           | Venezianische Drucke in volkssprachlichem Griechisch, die Batrachomyomachia des Dimitrios Zinos                                                                |      |
| Christoforos Charalambakis (* 1948) Χριστόφορος Χαραλαμπάκης     | Grieche      | Universität Athen Universität Kreta                                     | Philologie Sprachwissenschaft                                      | Griechische Sprachwissenschaft, Dialektologie, Beziehung zwischen Sprache und Literatur                                                                        |      |
| Georgios N. Chatzidakis (1841–1941) Γεώργιος Νικολάου Χατζιδάκις | Grieche      | Universität Athen                                                       | Klassische Philologie Sprachwissenschaft                           | Griechische Sprachwissenschaft |      |
| Kiriaki Chrisomalli-Henrich (* 1946) Κυριακή Χρυσομάλλη-Henrich  | Griechin     | Universität Kiel                                                        | Literarische und fachwissenschaftliche Übersetzung ins Griechische | Neugriechische Literatur |      |
| Olga Cicanci (1940–2013)                                         | Rumänin      | Universität Bukarest                                                    | Geschichtswissenschaft                                             | Griechische Handelsgesellschaften in Transsylvanien, Griechisches Leben in Rumänien                                                                            |      |
| Richard Clogg (* 1939)                                           | Brite        | King’s College London                                                   | Neuere Geschichte und Zeitgeschichte                               | Moderne griechische Geschichte, A Concise History of Greece, Geschichte der Balkanstaaten                                                                      |      |
| Stephanos Constantinides (* 1941) Στέφανος Κωνσταντινίδης        | Grieche      | Université du Québec à Montréal Université de Montréal Université Laval | Politikwissenschaft Soziologie Gräzistik Dichtung                  | Griechische Außenpolitik, griechisch-türkischer Konflikt, Thukydides, Balkanologie, Zypern, griechische Diaspora besonders in Kanada, neugriechische Literatur |      |
| Stratos Constantinidis (* 1949) Στρατός Ε. Κωνσταντινίδης        | Grieche      | Ohio State University                                                   | Theaterwissenschaften                                              | Modernes Theater |      |
| Louis Coutelle (1921–2012)                                       | Franzose     | Universität Aix-en-Provence                                             | Anglistik                                                          | Dionysios Solomos |      |
| Martin Crusius (1526–1607)                                       | Deutscher    | Universität Tübingen                                                    | Klassische Philologie                                              | Lexikographie der Volkssprache |      |

### D
| Wissenschaftler                                              | Nationalität | Wirkungsort                                                                          | Weitere Qualifikationen                                                                                               | Forschungsschwerpunkte | Bild |
| ------------------------------------------------------------ | ------------ | ------------------------------------------------------------------------------------ | --- | --- | ---- |
| Giannis Dallas (1924–2020) Γιάννης Δάλλας                    | Grieche      | Universität Ioannina                                                                 | | Neugriechische Dichtung: Kavafis, Solomos, Kalvos, Varnalis, Theotokis, Sachtouris, Anagnostakis                                                                 |      |
| Jean-Baptiste Gaspard d’Ansse de Villoison (1750–1805)       | Franzose     | Universität von Paris Collège de France                                              | Klassische Philologie                                                                                                 | Entdecker zahlreicher Handschriften, Editionsphilologie, Entdecker des Tsakonischen                                                                              |      |
| Apostolos Daskalakis (1900–1982) Απόστολος Δασκαλάκης        | Grieche      | Universität Athen                                                                    | Byzantinische und neugriechische Geschichte                                                                           | Rigas Velestinlis, die Mani unter der Herrschaft der Osmanen |      |
| Richard MacGillivray Dawkins (1870–1955)                     | Brite        | Universität Oxford                                                                   | Klassische Philologie Byzantinistik Klassische Archäologie                                                            | Griechische Dialekte, das Kappadokische, griechische Märchen |      |
| Michael Deffner (1848–1934) Μιχαήλ Δέφνερ                    | Deutscher    | Griechische Nationalbibliothek Athen                                                 | Klassische Archäologie                                                                                                | Tsakonisch |      |
| Lilia Diamantopoulou (* 1981) Λίλια Διαμαντοπούλου           | Griechin     | Universität München                                                                  | Allgemeine und vergleichende Literaturwissenschaft (Komparatistik), Frühchristliche und Byzantinische Kunstgeschichte | Fälschungen, die „getäuschte Wissenschaft“, Formen des Übersetzens und der Adaptionen, Virtual Reality, Visuelle und Konkrete Poesie, Visualisierung des Wissens |      |
| Karl Dieterich (1869–1935)                                   | Deutscher    | Universität Leipzig Bosnisch–Herzegowinisches Institut für Balkanforschung, Sarajewo | Byzantinistik Vergleichende Sprachwissenschaft                                                                        | Geschichte der griechischen Sprache |      |
| Konstantinos A. Dimadis (* 1940) Κωνσταντίνος Α. Δημάδης     | Grieche      | Universität von Amsterdam Universität Groningen Freie Universität Berlin             | | Theatergeschichte, Lexikographie, Balkanologie, Literatursoziologie                                                                                              |      |
| Konstantinos Th. Dimaras (1904–1992) Κωνσταντίνος Θ. Δημαράς | Grieche      | Universität Paris IV–Sorbonne                                                        | | Griechische Aufklärung |      |
| Margaritis Dimitsas (1830–1903) Μαργαρίτης Δήμητσας          | Grieche      | Athen Thessaloniki Monastir                                                          | Philologie | Geographie und Geschichte Griechenlands und Makedoniens |      |
| Tudor Dinu (* 1978)                                          | Rumäne       | Universität Bukarest                                                                 | Klassische Philologie (Gräzistik) Byzantinistik                                                                       | Nikolaos Mavrokordatos, Ritsos, Engonopoulos |      |
| Gennaro D’Ippolito (* 1936)                                  | Italiener    | Universität Palermo                                                                  | Klassische Philologie (Gräzistik)                                                                                     | Elytis, Kavafis |      |
| Lena Divani (* 1955) Λένα Διβάνη                             | Griechin     | Universität Athen                                                                    | Geschichte | Geschichte der Außenpolitik Griechenlands |      |

### E
| Wissenschaftler                                                  | Nationalität | Wirkungsort                             | Weitere Qualifikationen             | Forschungsschwerpunkte               | Bild           |
| ---------------------------------------------------------------- | ------------ | --------------------------------------- | ----------------------------------- | ------------------------------------ | -------------- |
| Hans Eideneier (* 1937)                                          | Deutscher    | Universität Hamburg Universität zu Köln | Byzantinistik                       | Frühe volkssprachliche Literatur     |                |
| Niki Eideneier-Anastassiadi (* 1940) Νίκη Αΐντεναιερ-Αναστασιάδη | Griechin     | Köln                                    | Buchverlag Literarische Übersetzung | Moderne Literatur                    |                |
| Adolf Ellissen (1815–1872)                                       | Deutscher    | Universitätsbibliothek Göttingen        | Byzantinistik                       | Mittel- und neugriechische Literatur | Adolf Ellissen |
| Gerhard Emrich (* 1940)                                          | Deutscher    | Universität Bochum                      | Byzantinistik                       | Kostis Palamas, Giorgos Seferis      |                |
| Polychronis Enepekides (1917–2014) Πολυχρόνης Ενεπεκίδης         | Grieche      | Universität Wien                        | Byzantinistik                       | Quellenedition                       |                |

### F
| Wissenschaftler                         | Nationalität          | Wirkungsort                                                                        | Weitere Qualifikationen            | Forschungsschwerpunkte                      | Bild |
| --------------------------------------- | --------------------- | ---------------------------------------------------------------------------------- | ---------------------------------- | ------------------------------------------- | ---- |
| Claude Fauriel (1772–1844)              | Franzose              | Bibliothèque Royale Universität Paris                                              | Ausländische Literaturen           | Volkslied                                   |      |
| Hagen Fleischer (* 1944) Χάγκεν Φλάισερ | Deutscher und Grieche | Universität Athen Universität Kreta                                                | Geschichtswissenschaft             | Griechische Geschichte des 20. Jahrhunderts |      |
| Kimon Friar (1911–1993) Κίμων Φράιερ    | Grieche               | University of Minnesota Duluth New York University Amherst College Adelphi College | Anglistik Literarische Übersetzung | Neugriechische Dichtung                     |      |
| Johannes Franz (1804–1851)              | Deutscher             | Universität Berlin                                                                 | Gräzistik                          | Neugriechische Sprache                      |      |

### G
| Wissenschaftler                                           | Nationalität | Wirkungsort                                                                                              | Weitere Qualifikationen                                                           | Forschungsschwerpunkte | Bild |
| --------------------------------------------------------- | ------------ | --- | --------------------------------------------------------------------------------- | --- | ---- |
| Klaus Gallas (* 1941)                                     | Deutscher    | Weimar wechselnd                                                                                         | (ausschließlich:) Architektur Architekturgeschichte Byzantinische Kunstgeschichte | Landeskunde Griechenlands und der Inseln Kreta und Rhodos                                                                        |      |
| Evripidis Garantoudis (* 1964) Ευριπίδης Γαραντούδης      | Grieche      | Universität Athen Universität Kreta                                                                      |                                                                                   | Neugriechische Literatur, neugriechische Metrik                                                                                  |      |
| Stathis Gauntlett (* 1949)                                | Brite        | La Trobe University Universität Melbourne                                                                | Byzantinistik                                                                     | Neugriechische Sprache und Literatur, volkstümliche Kultur, Rebetiko                                                             |      |
| Effi Gazi (* 1966) Έφη Γαζή                               | Griechin     | Universität der Peloponnes Universität Thessalien                                                        | Neuere Geschichte                                                                 | Neuere griechische Geschichte und Geschichtsschreibung, Nationalismus, Politik und Religion                                      |      |
| Arnold F. van Gemert (* 1938)                             | Niederländer | Universität von Amsterdam                                                                                | Klassische Philologie                                                             | Editionsphilologie, Kretische Renaissance                                                                                        |      |
| Demetrius J. Georgacas (1908–1990) Δημήτριος Ι. Γεωργακάς | Grieche      | University of North Dakota University of Utah McCormick Theological Seminar, Chicago Universität Chicago | Vergleichende Sprachwissenschaft                                                  | Neugriechische Dialekte, griechische Lexikographie                                                                               |      |
| Girolamo Germano (1568–1632)                              | Italiener    | Chios |                                                                                   | Neugriechisches Wörterbuch neugriechische Grammatik                                                                              |      |
| Charles Antoine Gidel (1827–1900)                         | Franzose     | College Louis le Grand Lycée Henri IV                                                                    | Literaturgeschichte                                                               | Neugriechische Literaturgeschichte Rezeption des französischen Ritterromans in der griechischen Literatur vom 12. Jahrhundert an |      |
| Stathis Gourgouris (* 1958) Στάθης Γουργούρης             | Grieche      | Columbia University University of California at Los Angeles Columbia University Princeton University     | Vergleichende Literaturwissenschaft                                               | Griechische Aufklärung, moderner griechischer Nationalstaat, Literaturtheorie                                                    |      |
| Dionysis Goutsos (* 1967) Διονύσης Γούτσος                | Grieche      | Universität Athen Universität Zypern                                                                     | Allgemeine Sprachwissenschaft                                                     | Textlinguistik, Diskursanalyse, Soziolinguistik                                                                                  |      |
| Constanze Güthenke (* 1972)                               | Deutsche     | Corpus Christi College, Oxford Princeton University                                                      | Klassische Philologie                                                             | Philhellenismus und Romantik, Solomos, Seferis, neugriechische Literatur                                                         |      |

### H
| Wissenschaftler                       | Nationalität | Wirkungsort                                 | Weitere Qualifikationen              | Forschungsschwerpunkte | Bild |
| ------------------------------------- | ------------ | ------------------------------------------- | ------------------------------------ | --- | ---- |
| Karl Benedikt Hase (1780–1864)        | Deutscher    | École des Langues orientales, Paris         | Byzantinistik                        | Griechische Sprache, Lexikographie, Paläographie, Leo Diaconus, Johannes Lydos                                             |      |
| August Heisenberg (1869–1930)         | Deutscher    | Universität München                         | Byzantinistik                        | Sprachgeschichte |      |
| Benjamin Hendrickx (1939–2021)        | Belgier      | Rand Afrikaans University                   | Afrikanistik Byzantinistik           | Begründer der Neogräzistik in Südafrika, neugriechische Literatur                                                          |      |
| Günther Steffen Henrich (1938–2024)   | Deutscher    | Universität Leipzig                         | Byzantinistik                        | Onomastik, Metrik, Reim, Lexikographie, Literatur                                                                          |      |
| Gunnar Hering (1934–1994)             | Deutscher    | Universität Wien                            | Neuere und Osteuropäische Geschichte | Geschichte Griechenlands                                                                                                   |      |
| Dirk Christiaan Hesseling (1859–1941) | Niederländer | Universität Leiden                          | Byzantinistik                        | Entwicklung der griechischen Sprache Neugriechische Literatur Neugriechischer Volksglaube                                  |      |
| Carsten Høeg (1896–1961)              | Däne         | Universität Kopenhagen                      | Klassische Philologie                | Sarakatsanen |      |
| Hero Hokwerda (* 1949)                | Niederländer | Universität von Amsterdam                   | Literarische Übersetzung             | Neugriechische Literatur des 19. und 20. Jahrhunderts                                                                      |      |
| David Holton (* 1946)                 | Brite        | Universität Cambridge                       |                                      | Liebesroman, Kreta und Zypern zur Zeit der Venetokratie, Geschichte und Struktur des Griechischen                          |      |
| Geoffrey Horrocks (* 1951)            | Brite        | St John’s College, Cambridge                | Indogermanistik                      | Sprachgeschichte, Sprachwandel, Grammatik des volkssprachlichen Griechisch des Mittelalters, Syntax, Semantik, Morphologie |      |
| Jean Humbert (1901–1980)              | Franzose     | Sorbonne Universität Lille Universität Lyon | Gräzistik                            | Verschwinden des Dativs |      |

### I
| Wissenschaftler               | Nationalität | Wirkungsort                 | Weitere Qualifikationen             | Forschungsschwerpunkte                                        | Bild |
| ----------------------------- | ------------ | --------------------------- | ----------------------------------- | ------------------------------------------------------------- | ---- |
| Carl Jakob Iken (1789–1841)   | Deutscher    | Bremen                      |                                     | gilt als Vorreiter der Neogräzistik, neugriechische Literatur |      |
| Johannes Irmscher (1920–2000) | Deutscher    | Humboldt-Universität Berlin | Klassische Philologie Byzantinistik | Kulturgeschichte                                              |      |

### J
| Wissenschaftler                                               | Nationalität   | Wirkungsort | Weitere Qualifikationen              | Forschungsschwerpunkte                                                        | Bild |
| ------------------------------------------------------------- | -------------- | --- | ------------------------------------ | ----------------------------------------------------------------------------- | ---- |
| Antonios N. Jannaris (1852–1909) Αντώνιος Ν. Γιάνναρης        | Grieche        | Universität St Andrews | Klassische Philologie                | Diachrone griechische Grammatik, Attisches Griechisch                         |      |
| Mark Janse (* 1959)                                           | Niederländer   | Universität Gent Universität Utrecht | Klassische Philologie                | Sprachwissenschaft, Kappadokisches Griechisch                                 |      |
| Marjolijne C. Janssen (* 20. Jahrhundert)                     | Niederländerin | Universität Cambridge Universität von Amsterdam |                                      | Sprachwissenschaft, Grammatik, Erotokritos, griechische Gewerkschaftsbewegung |      |
| Fatima Abissalowna Jelojewa (* 1959) Фатима Абисаловна Елоева | Russin         | Staatliche Pädagogische Herzen-Universität St. Petersburg Universität Vilnius Russische Akademie der Wissenschaften Universität St. Petersburg Universität Leningrad | Allgemeine Sprachwissenschaft        | Neugriechische Dialekte, besonders die Pontische Sprache                      |      |
| Romilly James Heald Jenkins (1907–1969)                       | Brite          | Universität Cambridge King’s College London Dumbarton Oaks | Byzantinistik Klassische Archäologie | Dionysios Solomos, Morde bei Dilessi                                          |      |
| Brian D. Joseph (* 1951)                                      | US-Amerikaner  | Ohio State University | Sprachwissenschaft Südslawistik      | Griechische Grammatik                                                         |      |

### K
| Wissenschaftler                                             | Nationalität  | Wirkungsort | Weitere Qualifikationen                                                | Forschungsschwerpunkte | Bild |
| ----------------------------------------------------------- | ------------- | --- | ---------------------------------------------------------------------- | --- | ---- |
| Stefanos Kaklamanis (* 1958) Στέφανος Κακλαμάνης            | Grieche       | Universität Kreta |                                                                        | Neugriechische Literatur |      |
| Ioannis Kalitsounakis (1878–1966) Ιωάννης Καλιτσουνάκης     | Grieche       | Freie Universität Berlin Universität Athen Universität Berlin                                                                                             | Byzantinistik Klassische Philologie                                    | Prodromika, Grammatik |      |
| Petros P. Kalonaros (1894–1959) Πέτρος Π. Καλονάρος         | Grieche       | Heeresschule für Offiziersanwärter | Byzantinische Philologie Romanistik                                    | Volkskunde, Mani, griechische Diaspora in Süditalien und Korsika |      |
| Tassos A. Kaplanis (* 20. Jahrhundert) Τάσος Α. Καπλάνης    | Grieche       | Universität Zypern | Byzantinistik Klassische Philologie                                    | Neugriechische Sprache und Literatur vom 12. bis 19. Jahrhundert, zyprische und kretische Literatur und Geschichtsschreibung im 16. und 17. Jahrhundert                                                              |      |
| Stamatis K. Karatzas (1913–1986) Σταμάτης Κ. Καρατζάς       | Grieche       | Ελληνικό Λογοτεχνικό και Ιστορικό Αρχείο, Athen Universität Aix-en-Provence Universität Ioannina Aristoteles-Universität Thessaloniki Universität Hamburg |                                                                        | Neugriechische Literatur, Neugriechische Sprachwissenschaft, Entstehung des Griko und des Tsakonischens |      |
| Christos Karvounis (* 1969) Χρήστος Καρβούνης               | Grieche       | Fachbereich Translations-, Sprach- und Kulturwissenschaft der Universität Mainz in Germersheim                                                            | Allgemeine Sprachwissenschaft Gräzistik                                | griechische Sprachgeschichte, intralinguale Übersetzung, Diglossie, Sprachfrage, Sprachpolitik |      |
| Giorgos K. Katsimbalis (1899–1978) Γιώργος Κ. Κατσίμπαλης   | Grieche       | Athen | Privatgelehrter                                                        | Neugriechische Dichtung, Kostis Palamas, bibliographische Studien zur neugriechischen Literatur |      |
| John N. Kazazis (1947–2021) Ιωάννης Ν. Καζάζης              | Grieche       | Aristoteles-Universität Thessaloniki | Klassische Philologie                                                  | Griechische Lexikographie |      |
| Giorgos Kechagioglou (* 1947) Γιώργος Κεχαγιόγλου           | Grieche       | Universität Thessaloniki |                                                                        | Neugriechische Literatur |      |
| Edmund Keeley (1928–2022) Έντμουντ Κίλι                     | US-Amerikaner | Princeton University | Komparatistik Schriftsteller Literarische Übersetzung                  | Konstantinos Kavafis, Giorgos Seferis, Odysseas Elytis, Jannis Ritsos |      |
| Theodor Kind (1799–1868)                                    | Deutscher     | Leipzig | Rechtswissenschaft                                                     | Neugriechische Dichtung, Alexandros Soutsos, Geschichte der griechischen Revolution, Volkslied |      |
| Paschalis M. Kitromilides (* 1949) Πασχάλης Μ. Κιτρομηλίδης | Grieche       | Universität Athen | Politikwissenschaft                                                    | Rigas Velestinlis, die Französische Revolution und Südosteuropa, die neugriechische Aufklärung, Orthodoxie |      |
| Evangelos Konstantinou (1933–2015) Ευάγγελος Κωνσταντίνου   | Deutscher     | Universität Würzburg | Orthodoxe Theologie Byzantinistik                                      | Philhellenismus |      |
| Adamantios Korais (1748–1833) Αδαμάντιος Κοραής             | Grieche       | Paris | Medizin Klassische Philologie                                          | Griechische Sprachfrage: Mittelweg zwischen der antikisierenden Hochsprache und der Volkssprache, Erfinder der Katharevousa                                                                                          |      |
| Sokratis Kougeas (1876–1966) Σωκράτης Κουγέας               | Grieche       | Griechische Nationalbibliothek Pantion-Universität Athen Hochschule der Bildenden Künste Athen Universität Athen                                          | Geschichte Philologie                                                  | Paläographie, Kodikologie, Neues Testament, Moirologien der Mani, Geschichte des modernen Griechenlands, Mitarbeiter von Spyridon Lambros                                                                            |      |
| Ekaterini Koumarianou (1919–2012) Αικατερίνη Κουμαριανού    | Griechin      | Université de Paris IV–Sorbonne |                                                                        | Epistolographie, Briefwechsel von Theoklitos Farmakidis und Konstantinos Asopios, Briefwechsel des Adamantios Korais, Το ελληνικό βιβλίο („Das griechische Buch“) 1476–1830, Geschichte Griechenlands, Hubert Pernot |      |
| Georgios Kourmoulis (1907–1977) Γεώργιος Κουρμούλης         | Grieche       | Universität Athen | Vergleichende Sprachwissenschaft                                       | Rückläufiges Wörterbuch der neugriechischen Sprache |      |
| Asteris Koutoulas (* 1960) Αστέρης Κούτουλας                | Grieche       | Berlin | Germanistik Literarische Übersetzung Publizist                         | Mikis Theodorakis |      |
| Paul Kretschmer (1866–1956)                                 | Deutscher     | Universität Wien Universität Marburg | Klassische Philologie Indogermanistik Vergleichende Sprachwissenschaft | Geschichte der griechischen Sprache, neugriechische Dialekte, griechische Volksmärchen |      |
| Emmanuel Kriaras (1906–2014) Εμμανουήλ Γ. Κριαράς           | Grieche       | Universität Thessaloniki | Byzantinische Philologie Byzantinische Geschichte                      | Erotokritos, Lexikographie: Lexikon der mittelgriechischen Volksliteratur 1100–1669, Neues griechisches Lexikon der modernen Volkssprache, Vergleichende Grammatik                                                   |      |
| Karl Krumbacher (1856–1909)                                 | Deutscher     | Universität München | Klassische Philologie Byzantinistik Indogermanistik                    | Das Problem der neugriechischen Schriftsprache |      |

### L
| Wissenschaftler                                                 | Nationalität | Wirkungsort                                    | Weitere Qualifikationen                           | Forschungsschwerpunkte | Bild |
| --------------------------------------------------------------- | ------------ | ---------------------------------------------- | ------------------------------------------------- | --- | ---- |
| Basil Laourdas (1912–1971) Βασίλειος Λαούρδας                   | Grieche      | Institut für Balkan-Studien, Thessaloniki      | Klassische Philologie Byzantinistik               | Literaturkritiken |      |
| Vasilios Lambropoulos (* 1953) Βασίλειος Λαμπρόπουλος           | Grieche      | University of Michigan                         | Klassische Philologie Byzantinistik Komparatistik | Neugriechische Literatur, Literaturkritik |      |
| Spyridon Lambros (1851–1919) Σπυρίδων Λάμπρος                   | Grieche      | Universität Athen                              | Geschichte Klassische Philologie                  | Neos Hellinomnimon: Erforschung der wissenschaftlichen und philosophischen Entwicklungen der griechischsprachigen Welt während der byzantinischen und osmanischen Ära, Begründer der griechischen Byzantinistik, Mittelgriechische Sprache |      |
| Michel Lassithiotakis (1955–2012) Μιχαήλ Λασιθιοτάκης           | Franzose     | Universität Paris IV-Sorbonne Universität Genf | Klassische Philologie                             | Editionsphilologie, Epos und Roman des 12. bis 15. Jh., Literatur der kretischen Renaissance, zyprische und rhodische Lyrik des 15. und 16. Jh., Rhetorik und Homiletik; Nikos Kazantzakis                                                 |      |
| Marc Lauxtermann (* 1960)                                       | Niederländer | Universität von Amsterdam Universität Oxford   | Byzantinistik                                     | Neugriechische Lexikographie |      |
| Bruno Lavagnini (1898–1992) Μπρούνο Λαβανίνι                    | Italiener    | Universität Palermo                            | Klassische Philologie Byzantinistik               | Neugriechische Literatur |      |
| Renata Lavagnini (* 1942) Ρενάτα Λαβανίνι                       | Italienerin  | Universität Palermo                            | Byzantinistik                                     | Neugriechische Dichtung: Kavafis, Elytis, Pieris; d’Ansse de Villoison |      |
| Anastasia Danae Lazaridis (1953–2017) Αναστασία Δανάη Λαζαρίδου | Griechin     | Universität Genf                               | Literarische Übersetzung                          | neugriechische Literatur des 19. und 20. Jh., Solomos, Kalvos, Neroulos und Seferis, Lexikologie, Didaktik des Neugriechischen |      |
| Émile Legrand (1841–1903) Αιμίλιος Λεγκράν                      | Franzose     | École des langues orientales, Paris            | Byzantinische Philologie                          | Aussprache des Neugriechischen, Digenis Akritas, Rigas Velestinlis, bibliographische Erfassung neugriechischer Literatur |      |
| Cay Lienau (* 1937)                                             | Deutscher    | Westfälische Wilhelms-Universität              | Geographie Klassische Philologie                  | Geographie und Landeskunde Griechenlands |      |
| Michael Llewellyn–Smith (* 1939) Μάικλ Λιουέλιν Σμιθ            | Brite        | Her Majesty’s Diplomatic Service, wechselnd    | Griechische Geschichte                            | Geschichte Kretas, Griechen in Kleinasien, Beginn der modernen Olympischen Spiele, Geschichte der Stadt Athen |      |
| Melpo Logotheti – siehe unter: Merlier                          |              |                                                |                                                   | |      |

### M
| Wissenschaftler                                                       | Nationalität  | Wirkungsort | Weitere Qualifikationen                                                           | Forschungsschwerpunkte | Bild |
| --------------------------------------------------------------------- | ------------- | --- | --------------------------------------------------------------------------------- | --- | ---- |
| Peter Mackridge (1946–2022) Πήτερ Μάκριτζ                             | Brite         | Universität Oxford King’s College London |                                                                                   | Geschichte, Diglossie und Dialekte des Neugriechischen, neugriechische Dichtung: Solomos, Kavafis, Politis, Prevelakis, Seferis und Tachtsis, Grammatik des Neugriechischen                                     |      |
| Vasilios N. Makrides (* 1961) Βασίλειος Ν. Μακρίδης                   | Grieche       | Universität Erfurt | Orthodoxe Theologie Religionswissenschaft                                         | Kulturgeschichte und Soziologie des Orthodoxen Christentums, Geschichte religiöser Ideen und Mentalitäten im orthodoxen Osteuropa sowie der religiösen und kulturellen Beziehungen zwischen Ost- und Westeuropa |      |
| Manusos Manusakas (1914–2003) Mανούσος Μανούσακας                     | Grieche       | Nationales Hellenisches Forschungszentrum, Institut für historische Forschungen, Abteilung für Byzantinistik Istituto Ellenico di Studi Bizantini e Postbizantini di Venezia Universität Thessaloniki | Byzantinische Geschichte Byzantinische Philologie Paläographie Editionsphilologie | Neugriechische Epistolographie (Frangiskos Skuphos), Geschichte Kretas in der Renaissance, Kretische Literatur der Venetokratie, Paläographie                                                                   |      |
| Theodoros Manousis (1793–1858) Θεόδωρος Μανούσης                      | Grieche       | Universität Athen |                                                                                   | Allgemeine und griechische Geschichte |      |
| Frederick Henry Marshall (1878–1955)                                  | Brite         | King’s College London |                                                                                   | Verschiedenes |      |
| Lodoïs de Martin du Tyrac, Comte de Marcellus (1795–1861)             | Franzose      | |                                                                                   | Griechisches Volkslied |      |
| Panagiotis D. Mastrodimitris (1934–2024) Παναγιώτης Δ. Μαστροδημήτρης | Grieche       | Universität Athen | Byzantinische Philologie                                                          | Neugriechische Literatur, neugriechischer Kriminalroman |      |
| Elsie Mathiopoulou-Tornaritou (1928–2022) Έλση Μαθιοπούλου–Τορναρίτου | Griechin      | Universität Erlangen Universität zu Köln Universität Bonn |                                                                                   | Neugriechische Literatur |      |
| John Mavrogordato (1882–1970) Ιωάννης-Νικόλας Μαυρογορδάτος           | Brite         | Universität Oxford |                                                                                   | Neugriechische Dichtung: Erotokritos, Kavafis, Digenis Akrites |      |
| Giannis Mavromatis (* 20. Jahrhundert) Ιωάννης Μαυρομάτης             | Grieche       | Universität Ioannina |                                                                                   | Kretisches Theater, Literatur der kretischen Renaissance, Erotokritos |      |
| Mark Mazower (* 1958)                                                 | Brite         | Columbia University, New York City Princeton University University of Sussex Birkbeck, University of London                                                                                           | Internationale Beziehungen Philosophie Klassische Philologie                      | Geschichte Griechenlands in der Neuzeit, Besetzung Griechenlands durch Hitler, Geschichte der Muslime und Juden in Thessaloniki                                                                                 |      |
| Simos Menardos (1871–1933) Σίμος Μενάρδος                             | Grieche       | Universität Athen Universität Oxford | Byzantinistik Klassische Philologie                                               | Linguistik, Dialektologie, Volkslied, Toponymie, vor allem in Bezug auf Zypern |      |
| Melpo Merlier (1889–1979) Μέλπω Μερλιέ                                | Griechin      | | Musikwissenschaft                                                                 | Volkslied, Volksmusik, Byzantinische Musik |      |
| Octave Merlier (1897–1976) Οκτάβιος Μερλιέ                            | Franzose      | Institut français d’Athènes |                                                                                   | Neues Testament, Neugriechische Dichtung: Angelos Sikelianos, Dionysios Solomos |      |
| Bruce Merry (* 1944)                                                  | Südafrikaner  | James Cook University Universität Kuwait Witwatersrand-Universität | Italianistik Anglistik                                                            | Encyclopedia of modern Greek literature |      |
| Gustav Meyer (1850–1900)                                              | Deutscher     | Universität Graz Universität Prag | Sanskrit Vergleichende Sprachwissenschaft                                         | Mittel- und neugriechische Sprachwissenschaft, griechisches Volkslied, griechische Grammatik |      |
| Roger Milliex (1913–2006) Ροζιέ Μιλλιέξ, auch Ροζέ Μιλιέξ             | Franzose      | Französische Botschaft, Nikosia Universität Genua, Paris Institut français d’Athènes |                                                                                   | Griechenland während des Zweiten Weltkriegs |      |
| André Mirambel (1900–1970) Αντρέ Μιραμπέλ                             | Franzose      | École nationale des Langues orientales, Paris Institut français d’Athènes |                                                                                   | Neugriechische Grammatik, Didaktik, Lexikographie, Neugriechische Literatur, Giorgos Seferis |      |
| Karolos Mitsakis (1932–2013) Κάρολος Μητσάκης                         | Grieche       | Universität Maryland Universität Oxford Universität Thessaloniki Universität Athen | Byzantinistik                                                                     | Byzantinische Hymnographie (Romanos Melodos), frühneugriechische und moderne Literatur |      |
| Ioannis Mitsotakis (1839–1905) Ιωάννης Μητσοτάκης                     | Grieche       | Seminar für Orientalische Sprachen, Universität Berlin |                                                                                   | Griechisches Volksmärchen |      |
| Marilisa Mitsou (* 1953) Μαριλίζα Μητσού                              | Griechin      | Universität München |                                                                                   | Moderne Literatur |      |
| Ulrich Moennig (* 1961)                                               | Deutscher     | Universität Hamburg | Byzantinistik                                                                     | Byzantinischer und neugriechischer Alexanderroman, Literatur der Frühen Neuzeit |      |
| Amalia Moser (* 20. Jahrhundert) Αμαλία Μόζερ                         | Griechin      | Universität Athen | Allgemeine Sprachwissenschaft                                                     | Aspekt und Zeit des Verbs im Griechischen |      |
| Panagiotis Moullas (1935–2010) Παναγιώτης Μουλλάς                     | Grieche       | Universität Paris X-Nanterre Universität Thessaloniki | Byzantinistik                                                                     | neugriechische Prosaschriftsteller (Papadiamantis, Vizyinos) und Epistolographie (Photis Politis, Manolis Triantafyllidis)                                                                                      |      |
| Dietram Müller (* 1941)                                               | Deutscher     | Universität Mainz | Klassische Philologie                                                             | Lyrik, Antikenrezeption |      |
| Friedrich Wilhelm August Mullach (1807–1882)                          | Deutscher     | Gymnasium Gallicum, Berlin | Klassische Philologie                                                             | Demetrios Zenos, neugriechische Grammatik |      |
| Ioanna Mylonaki (* 1961) Ιωάννα Μυλωνάκη                              | Griechin      | Universität zu Köln |                                                                                   | Griechische Autobiographie, Reiseberichte |      |
| Kostas Myrsiades (* 1940) Κώστας Μυρσιάδης                            | US-Amerikaner | West Chester University | Anglistik Komparatistik                                                           | Homer und seine Rezeption, Karagiosis-Theater, Takis Papatsonis, griechisches Guerilla-Theater |      |

### N
| Wissenschaftler                                           | Nationalität | Wirkungsort                                                    | Weitere Qualifikationen | Forschungsschwerpunkte | Bild |
| --------------------------------------------------------- | ------------ | -------------------------------------------------------------- | ----------------------- | --- | ---- |
| Alexander Negris (19. Jahrhundert) Αλέξανδρος Νέγρης      | Grieche      | Universität Harvard                                            |                         | Grammatik, Lexikographie |      |
| Iakovos Rhizos Nerulos (1778–1850) Ιάκωβος Ρίζος Νερουλός | Grieche      | Académie de Genève                                             |                         | Geschichte der neugriechischen Literatur, Griechische Geschichte, Osmanisches Reich |      |
| Costantino Nicas (* 1935) Κωνσταντίνος Νικάς              | Grieche      | Universität Neapel                                             |                         | griechische Aufklärung, auslandsgriechische Literatur, griechische Dialekte in Süditalien (Kalabrien und Apulien), neugriechische Literatur vom 15. Jahrhundert bis in die Gegenwart, Beziehungen zwischen Griechen und Italienern, griechische Literatur und Kultur in Italien und im Westen |      |
| Johannes Niehoff-Panagiotidis (* 1963)                    | Grieche      | Central European University, Budapest Freie Universität Berlin | Byzantinistik           | Griechische Sprachfrage, neugriechische Literatur |      |

### O
| Wissenschaftler                          | Nationalität | Wirkungsort      | Weitere Qualifikationen                                     | Forschungsschwerpunkte                                  | Bild |
| ---------------------------------------- | ------------ | ---------------- | ----------------------------------------------------------- | ------------------------------------------------------- | ---- |
| Maria Oikonomou (* 1968) Μαρία Οικονόμου | Griechin     | Universität Wien | Komparatistik Italienische Philologie Theaterwissenschaften | Moderne Literatur, Mythenrezeption, Migrationsforschung |      |

### P
| Wissenschaftler                                                       | Nationalität   | Wirkungsort                                                            | Weitere Qualifikationen                                      | Forschungsschwerpunkte | Bild |
| --------------------------------------------------------------------- | -------------- | ---------------------------------------------------------------------- | ------------------------------------------------------------ | --- | ---- |
| Nikolaos M. Panagiotakis (1933–1997) Νικόλαος Μ. Παναγιοτάκης         | Grieche        | Universität Kreta Universität Ioannina                                 | Byzantinische Philologie                                     | Kreta, neugriechische Literatur der Frühen Neuzeit und der kretischen Renaissance, Erotokritos |      |
| Lydia Papadimitriou (* 1966) Λυδία Παπαδημητρίου                      | Griechin       | Liverpool John Moores University                                       | (ausschließlich:) Filmwissenschaft                           | Griechische Musicals, Kriegsfilme, unabhängiges griechisches Kino |      |
| Evangelos P. Papanoutsos (1900–1982) Ευάγγελος Π. Παπανούτσος         | Grieche        | Bildungsministerium Griechisches Schulsystem                           | Philosophie Klassische Philologie                            | Neugriechische Literatur: Kostis Palamas, Konstantinos Kavafis, Angelos Sikelianos |      |
| Konstantinos Paparrigopoulos (1815–1891) Κωνσταντίνος Παπαρρηγόπουλος | Grieche        | Universität Athen                                                      |                                                              | Begründer der modernen griechischen Geschichtsschreibung |      |
| Manolis Papathomopoulos (1930–2011) Μανόλης Παπαθωμόπουλος            | Grieche        | Universität Ioannina                                                   | Klassische Philologie Byzantinistik                          | Frühe volkssprachliche Literatur |      |
| Michael Paschalis (* 20. Jahrhundert) Μιχαήλ Πασχάλης                 | Grieche        | Universität Kreta                                                      | Klassische Philologie                                        | Neugriechische Literatur: Kalvos, Kazantzakis, Seferis, Solomos, Prevelakis, Roidis, Chortatsis, Rankhavis |      |
| Miltos Pechlivanos (* 1965) Μίλτος Πεχλιβάνος                         | Grieche        | Freie Universität Berlin Universität München                           | Literaturwissenschaft                                        | Neugriechisches Sprachsystem, neugriechische Literatur |      |
| Maria Perlorentzou (* 1942) Μαρία Περλορέντζου                        | Griechin       | Universität Bari Universität Gabriele D’Annunzio, Chieti               |                                                              | Neugriechische Literatur des 19. und 20. Jahrhunderts: Evanthia Kairi, Elisavet Mutzàn Martinengu; Aris Alexandru, Kostas Stergiopoulos, Andreas Pagoulatos, Kostis Palamas, Alk(iviadis) Gian(nòpulos); Dimosthenis Vutiras, Stratìs Tsirkas, Giannis Psycharis |      |
| Hubert Pernot (1870–1946) Υμπέρ Περνώ                                 | Franzose       | Université de Paris École des langues orientales, Paris                | Gräzistik                                                    | Neugriechische Sprachwissenschaft: neugriechische Phonologie, Grammatik, Dialektologie; Neugriechische Literaturwissenschaft: Volkslied, Digenis Akritas, Prodromika, Kostis Palamas                                                                             |      |
| Irene Philippaki-Warburton (1938–2023) Ειρήνη Φιλιππάκη-Warburton     | Griechin       | Universität Reading                                                    | Anglistik Klassische Philologie                              | Sprachwissenschaft, Grammatik |      |
| Aristides Phoutrides (1887–1923) Αριστείδης Φουτρίδης                 | Grieche        | Universität Harvard                                                    | Klassische Philologie                                        | Neugriechische Literatur, Kostis Palamas |      |
| Michalis I. Pieris (* 1952) Μιχάλης Ι. Πιερής                         | Grieche        | Universität Zypern Universität Thessaloniki Universität Kreta          |                                                              | Neugriechische Sprache und Literatur, zypriotische Literatur des Mittelalters (Leontios Machairas), zeitgenössische Dichtung (Kavafis, Seferis, Montis, Sinopoulos), Roman der Generation der 30er Jahre                                                         |      |
| Alexis Politis (* 1945) Αλέξης Πολίτης                                | Grieche        | Universität Kreta                                                      |                                                              | Ideen-, Mentalitäts- und Literaturgeschichte Buch- und Bibliothekswissenschaft Volkslied |      |
| Linos Politis (1906–1982) Λίνος Πολίτης                               | Grieche        | Universität Thessaloniki                                               |                                                              | Neugriechische Literaturgeschichte Handschriftenkunde |      |
| Filippo Maria Pontani (1913–1983)                                     | Italiener      | Universität Padua                                                      | Klassische Philologie Byzantinistik Literarische Übersetzung | Kavafis, Seferis, Solomos, Tsirkas, Ungaretti und Griechenland, Grammatik |      |
| Filippomaria Pontani (* 1976)                                         | Italiener      | Universität Venedig                                                    | Klassische Philologie Byzantinistik Literarische Übersetzung | Moderne Dichtung und Prosa |      |
| Simon Portius (17. Jahrhundert) Σίμων Πόρκιος Ρωμάνος                 | Grieche        |                                                                        |                                                              | Neugriechische Grammatik |      |
| Michaela Prinzinger (* 1963)                                          | Österreicherin | Berlin                                                                 | Literarische Übersetzung                                     | Moderne Literatur |      |
| Ioannis Psycharis (1854–1929) Ιωάννης Ψυχάρης                         | Grieche        | École Spéciale des Langues Orientales École pratique des hautes études | Linguistik Germanistik                                       | Griechische Sprachfrage, Sprachwissenschaft |      |
| Walter Puchner (* 1947) Βάλτερ Πούχνερ                                | Österreicher   | Universität Kreta Universität Athen                                    | Theaterwissenschaften Volkskunde                             | Theatergeschichte, Volksschauspiel, Volkslied |      |

### R
| Wissenschaftler                                                    | Nationalität       | Wirkungsort | Weitere Qualifikationen             | Forschungsschwerpunkte | Bild |
| ------------------------------------------------------------------ | ------------------ | --- | ----------------------------------- | --- | ---- |
| Vukašin Radišić (1810–1843)                                        | Fürstentum Serbien | Universität Belgrad                                                                                                  | Poetik                              | Neugriechische Literatur, Theodoros Prodromos                                                                                             |      |
| John E. Rexine (1929–1993)                                         | US-Amerikaner      | Colgate University                                                                                                   | Byzantinistik Klassische Philologie | Literaturkritik neugriechischer Literatur                                                                                                 |      |
| Alexandros Rhizos Rhankaves (1809–1892) Ἀλέξανδρος Ῥίζος Ῥαγκαβής  | Osmanisches Reich  | Universität Athen | Klassische Archäologie              | Neugriechische Literaturgeschichte |      |
| Heinz A. Richter (1939–2024) Χάιντς Α. Ρίχτερ                      | Deutscher          | Universität Mannheim                                                                                                 | Geschichtswissenschaft              | Griechische und zyprische Geschichte und Zeitgeschichte                                                                                   |      |
| David Ricks (* 20. Jahrhundert)                                    | Brite              | King’s College London                                                                                                | Klassische Philologie               | Neugriechische Dichtung, besonders Konstantinos Kavafis, Homer-Rezeption in der neugriechischen Dichtung, Digenis Akrites                 |      |
| Gerhard Rohlfs (1892–1986)                                         | Deutscher          | Universität München Universität Tübingen                                                                             | (ausschließlich:) Romanistik        | Süditalienische Gräzität (Griko) |      |
| Panagiotis Roilos (* 1969) Παναγιώτης Ροϊλός                       | Grieche            | Ohio State University Universität Harvard                                                                            | Klassische Philologie Byzantinistik | Kavafis, Kazantzakis, Liebesroman, Erotokritos, Literaturtheorie, Mündlichkeit und Schriftlichkeit, Ritualtheorie, Literaturanthropologie |      |
| Isidora Rosenthal-Kamarinea (1918–2003) Ισιδώρα Ρόζενταλ-Καμαρινέα | Griechin           | Universität Bochum                                                                                                   | Literarische Übersetzung            | Religiöse Dichtung |      |
| Vincenzo Rotolo (* 1931)                                           | Italiener          | Universität Palermo                                                                                                  | Byzantinistik Gräzistik             | Eustathios von Thessalonike, Allacci, Brettakos, Ritsos, Elytis, Zeitungssprache                                                          |      |
| Louis Roussel (1881–1971)                                          | Franzose           | Universität Montpellier INALCO Institut français d’Athènes                                                           | Gräzistik                           | Erzählungen von Mykonos, Kalvos, Jean Moréas                                                                                              |      |
| Hans Ruge (* 1940)                                                 | Deutscher          | Fachbereich Translations-, Sprach- und Kulturwissenschaft der Universität Mainz in Germersheim Universität Stockholm |                                     | Grammatik, Sprachentwicklung und Sprachdidaktik                                                                                           |      |

### S
| Wissenschaftler                                                                | Nationalität | Wirkungsort                                                   | Weitere Qualifikationen               | Forschungsschwerpunkte                                                                                       | Bild |
| ------------------------------------------------------------------------------ | ------------ | ------------------------------------------------------------- | ------------------------------------- | --- | ---- |
| Apostolos Sachinis (1918–1997) Απόστολος Σαχίνης                               | Grieche      | Athen                                                         |                                       | Literaturkritik                                                                                              |      |
| Konstantin Sathas (1842–1914) Κωνσταντίνος Σάθας                               | Grieche      | Athen Paris                                                   | Byzantinistik                         | Neugriechische Philologie, Theatergeschichte                                                                 |      |
| Guy Saunier (* 1934) auch: Michel Saunier; Γκυ oder Μισέλ Σωνιέ                | Franzose     | Université Paris IV–Sorbonne                                  |                                       | Volkslied, Moirologion, Alexandros Papadiamantis, Melpo Axioti, Nikos Kavvadias, moderne Literatur           |      |
| Giorgos Savvidis (1929–1995) Γιώργος Σαββίδης                                  | Grieche      | Universität Thessaloniki Universität Harvard                  |                                       | Kavafis, Seferis, Karyotakis, Sikelianos, Valaoritis                                                         |      |
| Michalis Setatos (1929–2017) Μιχάλης Σετάτος                                   | Grieche      | Universität Thessaloniki                                      |                                       | Allgemeine und griechische Sprachwissenschaft                                                                |      |
| Philip Sherrard (1922–1995)                                                    | Brite        | British School at Athens King’s College London                | Byzantinistik                         | Neugriechische Dichtung, Orthodoxe Theologie                                                                 |      |
| Alexander Sideras (1935–2019) Αλέξανδρος Σιδεράς                               | Grieche      | Universität Göttingen                                         | Klassische Philologie Byzantinistik   | Literatur von der Antike bis zur Gegenwart                                                                   |      |
| Gregory M. Sifakis (* 1935) Γρηγόρης Μ. Σηφάκης                                | Grieche      | Universität Thessaloniki New York University                  | Gräzistik                             | Volkslied, Ptochoprodromos, Karagiozis, Mikis Theodorakis                                                    |      |
| Nikolaos Sophianos (16. Jahrhundert) Νικόλαος Σοφιανός                         | Grieche      | Venedig Rom                                                   |                                       | Grammatik des Neugriechischen                                                                                |      |
| Evangelinos Apostolides Sophokles (1807–1883) Ευαγγελινός Αποστολίδης Σοφοκλής | Grieche      | Harvard University                                            | Klassische Philologie Byzantinistik   | Griechische Lexikographie Didaktisches Material für den Griechischunterricht                                 |      |
| Gustav Soyter (1883–1965)                                                      | Deutscher    | Universität Erlangen Universität Leipzig Universität Würzburg | Byzantinische Philologie              | Neugriechische Sprachkomödien, volkstümliches Distichon                                                      |      |
| Maria A. Stasinopoulou (* 1961) Μαρία Α. Στασινοπούλου                         | Griechin     | Universität Wien                                              | Klassische Philologie                 | Griechische Aufklärung (diaphotismos)                                                                        |      |
| Melita Stavrou (* 1952) Μελίτα Σταύρου                                         | Griechin     | Universität Thessaloniki                                      | Allgemeine Sprachwissenschaft         | Generative Syntax des Griechischen, Automatische Übersetzung des Griechischen, Nominalphrase im Griechischen |      |
| Theofanis George Stavrou (* 1934) Θεοφάνης Γιώργος Σταύρου                     | Grieche      | University of Minnesota                                       | Ost- und Südosteuropäische Geschichte | Dionysios Solomos, Kostis Palamas, Neuere griechische Geschichte, Orthodoxie                                 |      |

### T
| Wissenschaftler                                               | Nationalität             | Wirkungsort | Weitere Qualifikationen             | Forschungsschwerpunkte | Bild |
| ------------------------------------------------------------- | ------------------------ | --- | ----------------------------------- | --- | ---- |
| Yvon Tarabout (* 20. Jahrhundert)                             | Franzose                 | INALCO, Paris |                                     | Neugriechische Literatur, Aristotelis Valaoritis, Kosmas Thesprotos |      |
| Albert Thumb (1865–1915)                                      | Deutscher                | Universität Freiburg Universität Straßburg                                                                              | Vergleichende Sprachwissenschaft    | Neugriechische Sprache und Volkskunde |      |
| Nikolaos Tomadakis (1907–1993) Νικόλαος Τωμαδάκης             | Grieche                  | Universität Athen | Byzantinistik                       | Neugriechische Dichtung: Solomos, Palamas |      |
| Henri Tonnet (* 1942)                                         | Franzose                 | Universität Paris IV-Sorbonne                                                                                           | Klassische Philologie               | Akzentuierung, Sprachgeschichte; Roman, Novelle |      |
| Panagiotis Toufexis (* 1969) Παναγιώτης Τουφεξής              | Grieche                  | Universität Hamburg Universität Cambridge                                                                               | Klassische Philologie               | Sprachwissenschaft, Diglossie, byzantinische Lexikographie |      |
| Arnold J. Toynbee (1889–1975)                                 | Brite                    | King’s College London London School of Economics and Political Science Royal Institute of International Affairs, London | Geschichtswissenschaft              | Griechisch-Türkischer Krieg |      |
| Erich Trapp (* 1942)                                          | Österreicher             | Universität Wien Universität Bonn                                                                                       | Byzantinistik                       | Byzantinische Lexikographie, Digenis Akritas, diachrone Sprachentwicklung |      |
| Manolis Triantaphyllidis (1883–1959) Μανόλης Τριανταφυλλίδης  | Grieche                  | Universität Thessaloniki                                                                                                |                                     | Grammatik der Volkssprache |      |
| Constantine A. Trypanis (1909–1993) Κωνσταντίνος Α. Τρυπάνης  | Grieche                  | Universität Athen Universität Oxford Universität Chicago                                                                | Byzantinistik Klassische Philologie | Dichtung, Kostis Palamas |      |
| Vasiliki Tsaita-Tsilimeni (* 1986) Βασιλική Τσάιτα-Τσιλιμένη  | Griechin und Schweizerin | Universität Genf |                                     | Neugriechische Literatur |      |
| Irini Tsamadou Jacoberger (* 1958) Ειρήνη Τσαμαδού Jacoberger | Griechin                 | Universität Straßburg                                                                                                   | Allgemeine Sprachwissenschaft       | Neugriechische Sprachwissenschaft: Substantiv, Genitiv, Modalität, Didaktik |      |
| Pavlos Tzermias (1925–2016) Παύλος Τζερμιάς                   | Grieche                  | Universität Fribourg Universität Zürich                                                                                 | Geschichtswissenschaft              | Neuere und neueste Geschichte, Literatur |      |
| Dimitris Tziovas (* 1957) Δημήτρης Τζιόβας                    | Grieche                  | Universität Birmingham                                                                                                  |                                     | Modernismus, Nationalismus, Rezeption von Antike und Byzanz in der neugriechischen Literatur, griechische Sprachfrage, griechische Diaspora und Reiseliteratur, die Griechen und der Balkan |      |

### V
| Wissenschaftler                                     | Nationalität    | Wirkungsort                                                                          | Weitere Qualifikationen                           | Forschungsschwerpunkte | Bild |
| --------------------------------------------------- | --------------- | ------------------------------------------------------------------------------------ | ------------------------------------------------- | --- | ---- |
| Karen Van Dyck (* 1961)                             | US-Amerikanerin | Columbia University, New York                                                        |                                                   | Moderne Literatur, Gender-Theorie, griechische Diaspora, Translatologie |      |
| Gonda Van Steen (* 1964)                            | Belgierin       | King’s College London University of Florida University of Arizona Cornell University | Klassische Philologie                             | Aristophanes-Rezeption im modernen Griechenland, Tragödienrezeption in politischen Internierungslagern der Nachkriegszeit, Frankreich und das Osmanische Reich (Comte de Marcellus), Rezeption antiker Literatur im 19. und 20. Jahrhundert, Geistesgeschichte des modernen Griechenland |      |
| Nikos Veis (zwischen 1882 und 1887–1958) Νίκος Βέης | Grieche         | Universität Athen Universität zu Berlin                                              | Byzantinische Philologie Paläographie Kodikologie | Handschriften der Meteora-Klöster, Paläographie, Kodikologie |      |
| Mario Vitti (1926–2023) Μάριο Βίττι                 | Italiener       | Universität Tuscia                                                                   |                                                   | Neugriechische Literatur insgesamt, darunter die Entdeckung der Ευγένα eines Theodoros Montzeleze aus Zakynthos, Andreas Kalvos, die Generation der 30er-Jahre, Odysseas Elytis |      |
| Spyridon Vryonis (1928–2019) Σπυρίδων Βρυώνης       | Grieche         | Universität Athen University of California at Los Angeles                            | Byzantinische und neugriechische Geschichte       | Zusammenleben der Völker in Kleinasien und der Völker des Balkan, ideologische und politische Verwendung der Geschichte in der Türkei, das September–Pogrom von Istanbul |      |

### W
| Wissenschaftler                                  | Nationalität | Wirkungsort                             | Weitere Qualifikationen | Forschungsschwerpunkte | Bild |
| ------------------------------------------------ | ------------ | --------------------------------------- | ----------------------- | --- | ---- |
| Wilhelm Wagner (1843–1880)                       | Deutscher    | Gelehrtenschule des Johanneums, Hamburg | Klassische Philologie   | Entstehung des Neugriechischen aus dem Altgriechischen, Edition byzantinischer und frühneuzeitlicher volkssprachlicher Texte |      |
| Nikolaus Wenturis (1936–2001) Νικόλαος Βεντούρης | Grieche      | Universität Tübingen                    | Politikwissenschaft     | politisches System Griechenlands, Griechenland und die Europäische Gemeinschaft                                              |      |
| Christopher Montague Woodhouse (1917–2001)       | Brite        | wechselnd                               |                         | Philhellenismus, Ioannis Kapodistrias, neuere griechische Geschichte                                                         |      |

### X
| Wissenschaftler                                        | Nationalität | Wirkungsort                                                                             | Weitere Qualifikationen | Forschungsschwerpunkte                                    | Bild |
| ------------------------------------------------------ | ------------ | --------------------------------------------------------------------------------------- | ----------------------- | --------------------------------------------------------- | ---- |
| Stefanos Xanthoudidis (1864–1928) Στέφανος Ξανθουδίδης | Grieche      | Archäologisches Museum Iraklio 10. Ephorie für Prähistorische und Klassische Altertümer |                         | Kretische Geschichte, Volkskunde und Sprache; Erotokritos |      |

### Z
| Wissenschaftler                                              | Nationalität | Wirkungsort                          | Weitere Qualifikationen      | Forschungsschwerpunkte                                                         | Bild |
| ------------------------------------------------------------ | ------------ | ------------------------------------ | ---------------------------- | ------------------------------------------------------------------------------ | ---- |
| Ioannis Zelepos (* 1967) Ιωάννης Ζελεπός                     | Grieche      | Universität München Universität Wien | Südosteuropäische Geschichte | Neuere griechische Geschichte, Rebetiko, Orthodoxe Kirche im Osmanischen Reich |      |
| Georgios Theodorou Zoras (1908–1982) Γεώργιος Θεοδώρου Ζώρας | Grieche      | Universität Athen Universität Rom    |                              | Neugriechische Sprache und Literatur                                           |      |

## Legende
Wissenschaftler: Diese Spalte erfasst die im Deutschen geläufige Namensform, die Lebensdaten und die griechische Namensform (auch von Nicht–Griechen, sofern die griechische Namensform geläufig ist).
Nationalität: Diese Spalte erfasst die Nationalität, soweit angesichts von Datenschutz und Persönlichkeitsrechten eruierbar. Insbesondere im Fall von Auslandsgriechen kann auch doppelte Staatsbürgerschaft gegeben sein, ohne dass dies in der Öffentlichkeit bekannt ist.
Wirkungsort: Diese Spalte erfasst für Akademiker in der Regel ausschließlich die Universitäten, an denen sie im Range eines Professors gelehrt haben, gegebenenfalls ausgehend vom aktuellen Stand in absteigender biographischer Reihenfolge. Allerdings sind auch Lehrbeauftragte mit ihrer akademischen Affiliation und außerhalb des akademischen Betriebes Stehende mit Angabe der Stadt, in welcher sie tätig sind oder waren, aufgenommen.
Weitere Qualifikationen: Diese Spalte erfasst weitere akademische Qualifikationen der aufgelisteten Neogräzisten, sowohl grundständige Ausbildungen als auch wissenschaftliche Leistungen in anderen Disziplinen. In vielen Fällen, häufig bei Byzantinisten, gibt diese Spalte die Hauptqualifikation an, während die Neogräzistik für diese Forscher lediglich eine Nebentätigkeit darstellt. Gleichwohl wurde darauf verzichtet, hier Wertungen vorzunehmen. Genaue Informationen finden sich in den Personenartikeln.
Forschungsschwerpunkte: Diese Spalte erfasst in Stichworten die wesentlichen Arbeitsgebiete und Forschungsleistungen der aufgeführten Forscher. Titel der Primär- und Sekundärliteratur sind kursiv gehalten.
Bild: Diese Spalte zeigt Abbildungen der genannten Neogräzisten.

## Navigationsleisten zu Lehrstühlen für Neogräzistik
Griechenland
Deutschland
Österreich
Großbritannien
USA
Niederlande
Frankreich
Schweiz